# Contrada di Rione Santo Spirito
La Contrada di Rione Santo Spirito è una delle otto contrade facenti parte del Palio di Ferrara.

## Gonfalone
Il simbolo della contrada è rappresentato dalla Granata Svampante, simbolo personale di Alfonso I d'Este che sta a simboleggiare l'attitudine di quest'ultimo alla battaglia e all'armeria in generale. La palla di fuoco esplode su di un campo giallo e verde, che rappresentano i colori ufficiali della contrada, accompagnata dalla dicitura "Loco et Tempore", ovvero "luogo e tempo appropriati", aggiunto all'emblema come auspicio da parte di Ludovico Ariosto.

## Territorio
L'area territoriale del rione la si ritrova nella parte nord-est all'interno delle mura cittadine, in una zona storicamente molto importante della città: in questo territorio nel 1492 vi fu l'attuazione del più importante complesso architettonico del Rinascimento ovvero l'Addizione Erculea voluta dal duca Ercole I d'Este e attuata da Biagio Rossetti. In questa zona sono collocati importanti monumenti come la Piazza Ariostea che ospita la sede del Palio, la Chiesa di San Cristoforo alla Certosa e il Palazzo Turchi di Bagno insieme ad importanti vie del centro storico come Corso Giovecca, Corso Ercole I d'Este, Mura degli Angeli e Piazzale delle Medaglie d'Oro.
La sede della contrada è in Via Mortara, 98 a Ferrara.